# La Balade des éléphants
Pour plus de détails, voir Fiche technique et Distribution.
La Balade des éléphants (Elephant Tales) est un 
film franco-australien réalisé par Mario Andreacchio, sorti en 2006.

## Synopsis
Après l'enlèvement et le massacre d'éléphants par des braconniers, deux éléphanteaux, Zef et Boogie, n'ont d'autre choix que de retrouver une nouvelle famille. 

## Fiche technique
- Réalisation : Mario Andreacchio
- Scénario : Mario Andreacchio, John Wild et Denis Whitburn
- Musique : Frank Strangio
- Montage : Suresh Ayyar
- Directeur de la photographie : Jean-Jacques Bouhon
- Production : Sara Henschke
- Société de production : Myriad Pictures, Adelaide Production, Film Finance Corporation Australia, Studiocanal et Breakout Films
- Pays :  France,  Australie
- Genre : aventures
- Durée : 1h34 minutes
- Dates de sortie : 25 octobre 2006

## Distribution
- Richard Bohringer : voix de Kwazulu le guépard
- Jean-François Balmer : voix de Tahoua le guépard
- Hubert Benhamdine : voix de Boogie l'éléphant
- Ludovic Baugin : voix de Zef l'éléphant
- Emmanuel Karsen : voix de Cham le chimpanzé
- Aylin Prandi : voix de Natty la girafe
- Brigitte Lecordier : voix de P'ti lion le lionceau
- Patrick Bry : voix d'un braconnier
- Xavier Clément : voix d'un braconnier
- Len Firth : voix d'un guépard
- Dorinda Hafner : voix d'un guépard
- Aymeric Lecerf : voix d'un braconnier
- Boris Ventura : voix d'un braconnier